# Октябрьский (Краснодар)
Октя́брьский — хутор в Прикубанском внутригородском округе города Краснодара. Входит в состав Калининского сельского округа.

## География
Расположен в северо-восточной части городского округа Краснодара на границе с Динским районом.
В границы населённого пункта также входят садовые товарищества: «Компрессорщик», «Нектар», «Подсолнечник», «Тополь», «Радужное», «Луч», «Краснодарсельмаш», «Краснодарский ЗИП-20».

## Население
| 2002 | 2010 |
| ---- | ---- |
| 605  | ↗666 |